# Sasa tatewakiana
Sasa tatewakiana är en gräsart som beskrevs av Tomitaro Makino. Sasa tatewakiana ingår i släktet sasabambu, och familjen gräs. Inga underarter finns listade i Catalogue of Life.